# Herredskommune

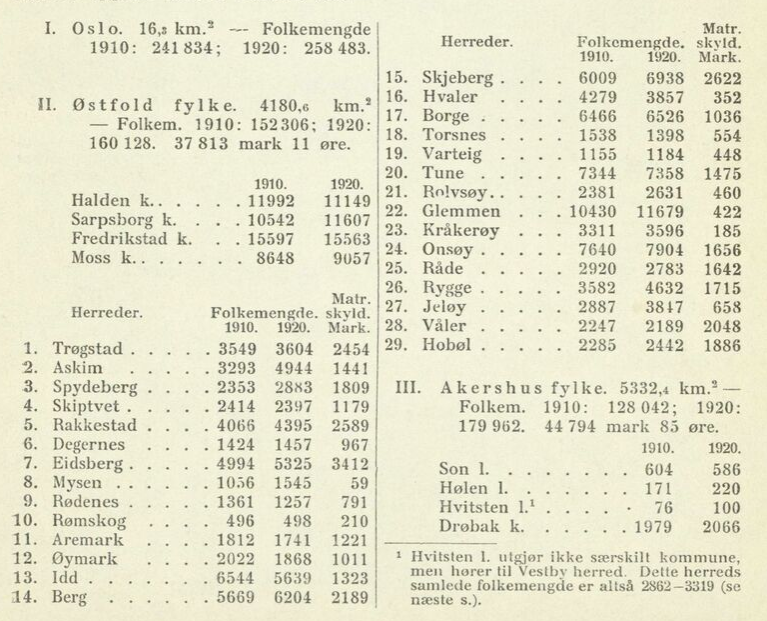
Im offiziellen norwegischen Gemeindeverzeichnis wurden die mit k(jøpstad) bzw. l(adested) markierten Stadtgemeinden getrennt von den Landgemeinden (Herreder) dargestellt. (Aus: Norges Statskalender for Året 1930.)

Herredskommune (auch Landkommune) war von 1837 bis 1993 eine norwegische Gemeinde ohne Stadtstatus im Unterschied zu einer Bykommune (Stadtgemeinde). Der Name wurde im bewussten Rückgriff auf eine Tradition seit vorchristlicher Zeit gewählt, nach der herred ursprünglich die Bezeichnung für eine lokale bäuerliche Gemeinschaft war, die sich in einem eigenen Herredsthing versammelte und als eigenständige Abteilung des Heeres wirkte.

## Entwicklung
1837 wurde durch die Formannskapslovene (Präsidialgesetze) die kommunale Selbstverwaltung in Norwegen eingeführt und die bestehenden Kirchengemeinden (prestegjeldene) wurden – weitgehend in den alten Grenzen – als formannskapsdistriktene (Präsidialbezirke) übernommen. Dabei wurden bydistriktene (Stadtbezirke) und landdistriktene (Landbezirke) rechtlich unterschiedlich behandelt. Ab 1863 wurden dann die Landbezirke offiziell als herredskommunen oder herreder bezeichnet und die dazugehörigen Gemeinderäte als herredstyrer.
„Ab dem Ende des 19. Jahrhunderts verlor der Status der Landgemeinde allmählich seine praktische und formale Bedeutung, sowohl als Folge der allgemeinen gesellschaftlichen Entwicklung als auch als Folge von Änderungen des Kommunalgesetzes und der Sondergesetzgebung.“
Ab 1952 wurde bei der Einrichtung der Wahlkreise für die Parlamentswahlen nicht mehr zwischen kjøpstadsdistrikter und landdistrikter unterschieden. „Der Begriff ‚kjøpstad‘ (und ‚ladested‘) wurde daher nicht mehr verwendet und durch das Wort ‚by‘ ersetzt.“
Das Gemeindegesetz (kommuneloven) von 1954 war das erste, das sowohl für Stadtgemeinden (bykommuner) als auch für Landgemeinden (herredskommuner) galt, wobei sich allerdings einige Bestimmungen für die beiden Gemeindearten unterschieden.
1992 wurde mit dem Gesetz über die Gemeinden und Provinzräte (kommuner og fylkeskommuner) auch die formale Unterscheidung zwischen Stadtgemeinden und Landgemeinden aufgehoben. Gemäß § 3.4 des Kommunalverwaltungsgesetzes durften sich „Gemeinden mit mehr als 5.000 Einwohnern“, die den Charakter eines „städtischen Zentrums mit Handels- und Dienstleistungsfunktionen und konzentrierten Gebäuden“ hatten, als Stadt (by) bezeichnen, ohne die Zustimmung einer übergeordneten Behörde einholen zu müssen.
Parallel zur Entwicklung des eigentlichen Gemeinderechts wurde – vor allem seit 1945 – auch in anderen Rechtsvorschriften die Behandlung von Gemeinden vereinheitlicht, wie z. B. im gemeinsamen Schulgesetz (felles skolelov) von 1959 oder im Baugesetz (bygningsloven) von 1965, das erstmals für das ganze Land galt. „Im Jahr 1995 beschloss das norwegische Parlament, alle verbleibenden, mitunter kuriosen Bestimmungen in Sondergesetzen aufzuheben, die noch immer zwischen den beiden Gemeindetypen unterschieden. Seitdem gibt es keine rechtlichen oder administrativen Unterschiede mehr zwischen Stadt- und Landgemeinden.“ Offiziell wird nur mehr der Begriff kommune verwendet; herred oder herad wird informell noch gelegentlich gebraucht.
| Jahr | Gesamt | Stadtgemeinden | Landgemeinden |
| ---- | ------ | -------------- | ------------- |
| 1875 | 514    | 58             | 456           |
| 1900 | 594    | 59             | 535           |
| 1925 | 730    | 65             | 665           |
| 1950 | 744    | 64             | 680           |
| 1975 | 443    | 47             | 396           |
| 1990 | 448    | 46             | 402           |
| 1995 | 435    | -              | -             |
| 2010 | 430    | -              | -             |

(Quelle: Statistisk sentralbyrå)

## Etymologie
herred ist ein dänisches Wort, entstanden aus altdänisch hæræth bzw. altnordisch herað. Der erste Satzteil hær bedeutet deutsch Heer (im Sinne einer bewaffneten Truppe); der zweite Satzteil ist unklarer Herkunft. In Norwegen bezeichnete das Wort seit alters her „die kleinste mit einer Sache verbundene Fläche“ und im Speziellen den kleinsten ländlichen Rechtsbezirk (tingkrets). Das Wort ist in mehreren Ortsnamen erhalten geblieben, wie z. B. Kvinnherad, Krødsherad, Sauherad; „und es scheint klar, dass solche Namen früher sehr verbreitet waren.“